# Edgardo Bauza
Edgardo Bauza (* 26. Januar 1958 in Granadero Baigorria, Provinz Santa Fe) ist ein ehemaliger argentinischer Fußballspieler, der sich in seiner aktiven Zeit vor allem im Trikot von Rosario Central erfolgreich zeigte, mit dem Verein zweimal argentinischer Meister wurde und ferner als argentinischer Nationalspieler an der Fußball-Weltmeisterschaft 1990 in Italien teilnahm.
Nach dem Ende seiner Fußballerkarriere wurde Bauza Fußballtrainer und führte in dieser Funktion den ecuadorianischen Klub LDU Quito zum überraschenden Sieg in der Copa Libertadores 2008. Nach einer zweijährigen Unterbrechung stand er wieder von 2010 bis 2013 für LDU Quito als Coach unter Vertrag. 2016 wurde er Cheftrainer der argentinischen Nationalmannschaft, blieb das aufgrund mäßigen Erfolgs allerdings lediglich bis April 2017.

## Spielerkarriere

### Vereinskarriere
Edgardo Bauza, geboren 1958 im Städtchen Granadero Baigorria in der Provinz Santa Fe, begann mit dem Fußballspielen beim Verein Rosario Central. Diesem Klub gehörte er über eine lange Zeit in seiner Laufbahn an, zunächst in einer ersten Periode von 1977 bis 1982. In dieser Zeit erlebte Rosario Central eine Blütezeit im Fußball. Unter Trainer Ángel Tulio Zof gelang der mit einer ganzen Reihe talentierter junger Spieler ausgestatteten Mannschaft im Jahre 1980 der Gewinn des Torneo Nacional der argentinischen Fußballmeisterschaft. In dieser Halbjahressaison setzte man sich im Endspiel das Überraschungsteam von Racing de Córdoba mit 5:1 und 0:2 durch und gewann somit den ersten Titel seit 1973 für Rosario Central. Doch nur vier Jahre nach dem Meistertitel von 1980 musste Rosario Central völlig überraschend den Gang in die Zweitklassigkeit antreten. Ebenso überraschend kam man nach dem direkten Wiederaufstieg besser als je zuvor in die erste Liga zurück und sicherte sich in der Saison 1986/87 – die argentinische Meisterschaft wurde mittlerweile im europäischen Modus von Sommer bis Sommer ausgetragen – noch einmal die Meisterschaft mit einem Punkt Vorsprung auf die Newell’s Old Boys, den größten Rivalen von Central. Bis heute stellt die Meisterschaft von 1987 den letzten nationalen Titelgewinn von Rosario Central dar, heutzutage findet man den einst erfolgreichen Verein nurmehr in den Niederungen der zweiten Liga. Edgardo Bauza war auch am Gewinn der Meisterschaft 1986/87 direkt beteiligt, nachdem er den Verein zuvor 1982 verlassen hatte. In der Zwischenzeit hatte der Abwehrspieler zwei Jahre für Atlético Junior in Kolumbien und ein Jahr für CA Independiente gekickt, großartige Erfolge blieben allerdings aus.
Nach seiner Rückkehr zu Rosario Central im Jahr 1986 spielte Edgardo Bauza noch drei weitere Jahre für den Klub, die Zahl seiner Einsätze im Trikot von Rosario beläuft sich auf 310 Spiele, wobei ihm für einen Verteidiger durchaus beachtliche achtzig Torerfolge gelangen. Im Winter 1989/90 verließ Edgardo Bauza Rosario Central ein zweites Mal und ging nach Mexiko, wo er beim dortigen Erstligisten CD Veracruz seine Karriere in den folgenden zwei Jahren ausklingen ließ. 

### Nationalmannschaft
Zwischen 1981 und 1990 brachte es Edgardo Bauza auf insgesamt drei Länderspieleinsätze in der argentinischen Fußballnationalmannschaft. Ein Treffer sprang dabei nicht heraus. Argentiniens Nationaltrainer Carlos Bilardo, unter dessen Regie die Albiceleste 1986 Weltmeister geworden war, nominierte Bauza im Jahr 1990 etwas überraschend in den Kader für die Fußball-Weltmeisterschaft in Italien, wo der in Mexiko unter Vertrag stehende Verteidiger dann jedoch nicht eingesetzt wurde. Die argentinische Mannschaft indes erreichte bei dem Turnier nach eher holprigem Start das Endspiel, wo man sich jedoch dem deutschen Team von Franz Beckenbauer mit 0:1 geschlagen geben musste.

## Trainerkarriere
Nach dem Ende seiner aktiven Laufbahn als Fußballspieler wurde Edgardo Bauza Trainer. Seine erste Station in dieser Funktion hatte er von 1998 bis 2001 bei seinem Heimatverein Rosario Central, mit dem er in der Saison 1999/2000 im Torneo Apertura als Zweiter hinter CA River Plate den erneuten Gewinn der Meisterschaft nach dreizehn Jahren nur um einen Punkt verpasste. 2001 wechselte Bauza den Verein und wurde neuer Coach von CA Vélez Sársfield, wo jedoch genau wie bei seinem darauf folgenden Engagement bei CA Colón stets nur Mittelfeldplatzierungen erreicht wurden. 
Nach seiner Zeit bei Colón den Santa Fe verließ Edgardo Bauza Argentinien und wurde neuer Verantwortlicher an der Seitenlinie des peruanischen Erstligaklubs Sporting Cristal. Im Torneo Clausura der Primera División Perus 2005 belegte man den ersten Rang mit vier Punkten Vorsprung auf Club Deportivo Universidad San Martín de Porres. Wenig später setzte man sich gegen den Sieger des Torneo Apertura, den Club Sportivo Cienciano, mit 1:0 durch, was den ersten Meisterschaftsgewinn in der Trainerkarriere von Edgardo Bauza bedeutete. 
Nach einem weiteren Jahr als Trainer bei Colón de Santa Fe übernahm Bauza 2006 den vakanten Trainerposten beim ecuadorianischen Topklub LDU Quito und arbeitete in der Folge zwei Jahre lang sehr erfolgreich in Ecuador. Nachdem im Jahr 2007 die ecuadorianische Meisterschaft errungen werden konnte, war man für die Copa Libertadores 2008 qualifiziert und erreichte in diesem Wettbewerb nach Erfolgen über Estudiantes de La Plata, CA San Lorenzo de Almagro und den Club América das Endspiel, in dem man auf den brasilianischen Vertreter Fluminense Rio de Janeiro traf. Dabei gewann LDU Quito das Hinspiel im heimischen Estadio La Casa Blanca sicher und überraschend souverän mit 4:2, das Rückspiel im Maracanã-Stadion von Rio de Janeiro gestaltete sich aber zu einer Hängepartie. Trotz früher Führung unterlag Bauzas Mannschaft, in der unter anderem Spieler wie etwa Paul Ambrossi, Enrique Vera oder Agustín Delgado standen, noch mit 1:3, die Verlängerung blieb ohne weitere Tore. Im anschließenden Elfmeterschießen avancierte Quitos Torhüter zum Helden und parierte drei der vier Elfmeter der Brasilianer, während LDU Quito drei von vier verwandelte und am Ende als Sieger den Platz verließ. Damit war man der erste ecuadorianische Sieger in der Copa Libertadores überhaupt. Einige Monate später stand man gegen den Sieger der UEFA Champions League 2007/08, den englischen Vertreter Manchester United, im Endspiel um die FIFA Klub-Weltmeisterschaft, unterlag jedoch mit 0:1 durch einen Treffer von Wayne Rooney in der 73. Spielminute. Nach diesem Spiel verkündete Edgardo Bauza seinen Rücktritt als Trainer von LDU Quito. Im Dezember 2009 wurde Bauza zum drittbesten Trainer des Jahres in der ganzen Welt gewählt, einzig hinter Alex Ferguson und Dick Advocaat. In Südamerika wurde er hingegen zum Trainer des Jahres gewählt.
2009 war Bauza kurzzeitig in Saudi-Arabien für al-Nasr tätig, diese Arbeit endete jedoch vorzeitig und erfolglos. 2010 kehrte er stattdessen auf die Trainerbank von LDU Quito zurück und gewann mit dem Klub auf Anhieb die Recopa Sudamericana 2010, nachdem sein Verein unter Bauzas Vorgänger Jorge Fossati die Copa Sudamericana 2009 – erneut gegen Fluminense Rio de Janeiro – errungen hatte. Ebenfalls 2010 erreichte Edgardo Bauza mit LDU Quito ein weiteres Mal den Gewinn der ecuadorianischen Fußballmeisterschaft. Bis heute stellt dieser Titelgewinn den letzten für LDU Quito dar. In den Jahren nach 2010 musste man sich jedes Jahr anderen Vereinen knapp geschlagen geben, der Trainer blieb aber seit 2010 mit dem Argentinier Edgardo Bauza konstant.
Nach Stationen bei CA San Lorenzo de Almagro (2014–2015) und FC São Paulo (2016) wurde er im Sommer 2016 Trainer der argentinischen Fußballnationalmannschaft. Nach seinem Amtsantritt konnte er Lionel Messi, der nach dem Copa Centenario Finale zurückgetreten war, zum Comeback bewegen. Sportlicher Erfolg jedoch mochte sich nicht so recht einstellen. Nach nicht einmal einem Jahr und lediglich drei Siegen in acht Länderspielen unter seiner Leitung wurde Bauza im April 2017 entlassen. Im Mai wurde er als neuer Trainer der Fußballnationalmannschaft der Vereinigten Arabischen Emirate verpflichtet. Von September bis November 2017 war Bauza Trainer der Nationalmannschaft von Saudi-Arabien. Dem schlossen sich noch Anstellungen bei Rosario Central als Trainer von Mai 2018 bis Februar 2019 sowie seit LDU Quito als Sportdirektor an.

## Erfolge

### Als Spieler
Nationalmannschaft
- Fußball-Weltmeisterschaft Vize-Weltmeister: 1990

Rosario Central
- Argentinische Meisterschaft: Nacional 1980, 1986/87

### Als Trainer
Sporting Cristal
- Peruanische Meisterschaft: 2005

LDU Quito
- Ecuadorianische Meisterschaft: 2007, 2010
- Copa Libertadores: 2008
- Recopa Sudamericana: 2010

CA San Lorenzo
- Copa Libertadores: 2014

Rosario Central
- Copa Argentina: 2018

## Auszeichnungen
- Südamerikanischer Trainer des Jahres: 2008 mit LDU Quito